# Бин-Нун, Авиху
Авиху Бин-Нун (ивр. אביהו בן נון‎; род. 24 декабря 1939 года) — государственный и военный деятель Израиля, одиннадцатый командующий Военно-воздушными силами Израиля (с сентября 1987 года по январь 1992 года).

## Биография
Авиху Бин-Нун родился 24 декабря 1939 года в мошаве́ Гиват-Ада. В 1957 году поступает на лётные курсы ВВС Израиля. Начал службу инструктуром в лётной школе, а в 1963 году становится пилотом
Миража 3. В Шестидневную войну Бен-Нун назначен заместителем 116-й эскадрильи.
В 1969 году, Авиху Бен-Нун возглавляет 69-ю эскадрилью, пилотирующую самолёты
Фантом. С 1977 по 1982 гг. Бен-Нун возглавляет базы ВВС Хацор и Тель-Ноф. В 1985 году назначен главой отдела стратегического планирования в Генеральном штабе ЦАХАЛ. С сентября 1987 г. возглавляет ВВС Израиля.
За время службы Авиху Бин-Нун совершил 455 боевых вылетов, сбил 4 самолёта противника (два на Миражах и два на Фантомах, в том числе он сбил один МиГ-21 ВВС СССР в ходе операции Римон 20) и набрал почти 5000 лётных часов.
Бен-Нун женат, отец пятерых детей. Проживает в мошаве Шедма.